# 柄沢和雄
柄沢 和雄（からさわ かずお、1936年〈昭和11年〉4月22日 - 2016年〈平成28年〉5月3日）は、日本のコーヒー・喫茶店研究家。

## 来歴・人物
東京生まれ。早稲田実業学校卒。1977年「ユナイテッドコーヒー研究所」設立。
日本喫茶学院の講師を務め、海外視察コンダクターも兼ねる。ユナイテッド・コーヒー研究所主宰、日本コーヒー文化学会顧問。

## 著書
- 『コーヒー入門 手軽に楽しむ』日東書院 1975
- 『コーヒー抽出技術』柴田書店 1976
- 『実録・わが珈琲修行 一カウンターマンから自前の店を持つまでの手引』明日香出版社 1976
- 『喫茶店の開店相談』柴田書店 1977
- 『コーヒー器具事典』柴田書店 1977
- 『ソフトドリンク150選』柴田書店 1979
- 『喫茶・スナックカウンターマンハンドブック』柴田書店 1979
- 『パフェ・サンデー150選』柴田書店 1979
- 『喫茶スナック技術講座 1 (コーヒー・チョコレート・ココア)』柴田書店 1980
- 『喫茶スナック技術講座 2 (紅茶・ソフトドリンク)』柴田書店 1980
- 『喫茶スナック技術講座 4 (クレープ・ワッフル・パンケーキ)』柴田書店 1981
- 『喫茶スナック技術講座 3 (トースト・サンドイッチ)』柴田書店 1981
- 『喫茶スナック技術講座 5（パフェ・サンデー・ゼリー ほか』柴田書店 1982
- 『喫茶スナック技術講座 6（みつ豆・しるこ・フラッペ ほか』柴田書店 1982
- 『喫茶店基礎調理ハンドブック』柴田書店 1984
- 『世界のコーヒー店 アメリカ&ヨーロッパ』柴田書店 1985
- 『ヨーロッパのカフェ・ガイド 海外旅行者のための』雄鶏社 1990
- 『アメリカのカフェ・ガイド 海外旅行者のための』雄鶏社 1990
- 『コーヒードリンク246』柴田書店 1996
- 『世界カフェ紀行』いなほ書房 2002

### 共著・監修
- 『コーヒーメニュー150選』小熊辰夫共著 柴田書店 1974
- 『コーヒー自家焙煎技術講座』田口護共著 柴田書店 1987
- 『珈琲 もっと美味しいコーヒーが飲みたい』監修 ナツメ社 1998